# Tutaibo
Tutaibo és un gènere d'aranyes araneomorfes de la subfamília dels erigonins, dins de la família Linyphiidae. Es poden trobar a Amèrica.
Fou descrit per primera vegada per Ralph Vary Chamberlin l'any 1916.
És sinònim del gènere Caporiacconia Racenis, 1955

## Llista d'espècies
Segons The World Spider Catalog 12.0: 
- Tutaibo anglicanus (Hentz, 1850)
- Tutaibo debilipes Chamberlin, 1916 (Espècie tipus)
- Tutaibo formosus Millidge, 1991
- Tutaibo fucosus (Keyserling, 1891)
- Tutaibo niger (O. Pickard-Cambridge, 1882)
- Tutaibo phoeniceus (O. Pickard-Cambridge, 1894)
- Tutaibo pullus Millidge, 1991
- Tutaibo rubescens Millidge, 1991
- Tutaibo rusticellus (Keyserling, 1891)
- Tutaibo velox (Keyserling, 1886)